# Огар дел Рефухио Инфантил ИАП, Орфанаторио (Бенито Хуарез)
Огар дел Рефухио Инфантил ИАП, Орфанаторио (шп. Hogar del Refugio Infantil IAP, Orfanatorio) насеље је у Мексику у савезној држави Сонора у општини Бенито Хуарез. Насеље се налази на надморској висини од 5 м.

## Становништво
Према подацима из 2005. године у насељу је живело 35 становника.

### Хронологија
| Година       | 2000 | 2005 |
| ------------ | ---- | ---- |
| Становништво | 43   | 35   |

### Попис
| # | Индикатор                        | Вредност |
| - | -------------------------------- | -------- |
| 1 | Укупно појединачних домаћинстава | 2        |